# Мурсијско гранадска коза
Мурсијско гранадска коза је раса козе која потиче из шпанских провинција Гранаде, Мурсије, Алмерје и Аликанте. Ово је најважнија пасмина музне козе у Шпанији, са више од 500.000 одраслих женки. Филогенолошки се сматра да потиче од безоарске козе (лат. Capra aegagrus). Тренутни попис расе је 508.000 примерака, а присутан је у девет региона: Мурсија, Андалузија, Валенсијанска Заједница, Кастиља-Ла Манча, Екстремадура, Мадрид, Кастиља и Леон, Арагон и Каталонија. 

## Опис
Мурсијско гранадска коза је коза средње величине, тежина женке се креће од 30 до 55 kg, а мужјака од 50 до 70 kg. Крзно ове расе је једнобојно, обично црне или боје махагоније. Удружење ACRIMUR (шп. Asociación Española de Criadores de la Cabra Murciano-Granadina; енгл. Spanish Association of Breeders of the Murcia-Granada Goat) одбија да као део ове расе призна било коју козу која има белу длаку чак и у најмањој мери. Козе имају усправне уши и репове, са кратком, грубом длаком, која је код мужјака дужа него код женки. Генотипизацијом различитих раса коза из јужне Шпаније откривено је да је раса мурсијско гранадска коза знатно ближа мурсијској раси од било које друге, укључујући и гранадску.

## Производња
Пасмина је очигледно способна за производњу млека, производи млеко са високим приносом сира, при чему је просечна производња код животиња од другог порођаја па надаље 530 литара по нормализованој лактацији (210 дана), просек масти осцилира између 5,6-5,8% и протеина између 3,6-3,8%.
Постоје стада у којима 25% јединки даје више од 715 литара, од којих неке дају и више од 1.000 литара, а највише 1.294 литара. Висок принос сира ове расе, заједно са рустикалношћу и способношћу да искористи предности пољопривредних нуспроизвода и пољопривредно-прехрамбене индустрије, чини је потпуно конкурентном са другим побољшаним страним расама које су много веће и са сложенијим нутритивним захтевима.
Производња меса није главни циљ ове пасмине, међутим квалитет меса је национално признат, јер је ово једно од најтраженијих меса на тржишту. Генерално, јарићи се кољу између 25-40 дана са тежином од 6-8 кг и приносом трупа од 50-55%. Спроведене су студије које побољшавају карактеристике раста коза намењених тржишту меса укрштањем чистих мурсијско гранадских женки са јарцима бурске пасмине.
Просечна плодност код првог јарења је 1,5 јарета, а код другог је 2 јарета.